# Anotocelis flavicaris
Anotocelis flavicaris is een soort in de taxonomische indeling van de platwormen (Platyhelminthes). De worm is tweeslachtig en kan zowel mannelijke als vrouwelijke geslachtscellen produceren. De soort leeft in zeer vochtige omstandigheden. 
De platworm komt uit het geslacht Anotocelis. Anotocelis flavicaris werd in 1831 beschreven door Ehrenberg.